# Wilhelm Geijer
Wilhelm Geijer, född 9 april 1947 i Sundsvall, död 28 januari 2017 i Sundsvall, var en svensk auktoriserad revisor och VD och styrelseordförande för revisionsföretaget Öhrlings PricewaterhouseCoopers. 
Wilhelm Geijer gick ut nioårig enhetsskola (Hagaskolan) i Sundsvall 1963, genomgick reservofficersutbildning vid Kustartilleriet, och tog senare civilekonomexamen vid Handelshögskolan i Umeå. Han var bror till Reinhold Geijer.